# جون جي. قود
جون جي. قود (بالإنجليزية: John G. Good)‏ هو محامي وسياسي أمريكي، ولد في 17 مايو 1926 في بيتسبرغ في الولايات المتحدة، وتوفي في 10 أبريل 2003 في مقاطعة بيفر في الولايات المتحدة. حزبياً، نشط في الحزب الجمهوري. وقد انتخب عضو مجلس ولاية بنسيلفانيا.